# Château de Rey
Le château de Rey est un château de la ville de Ray, en Iran, construit par les Mèdes.

## Galerie

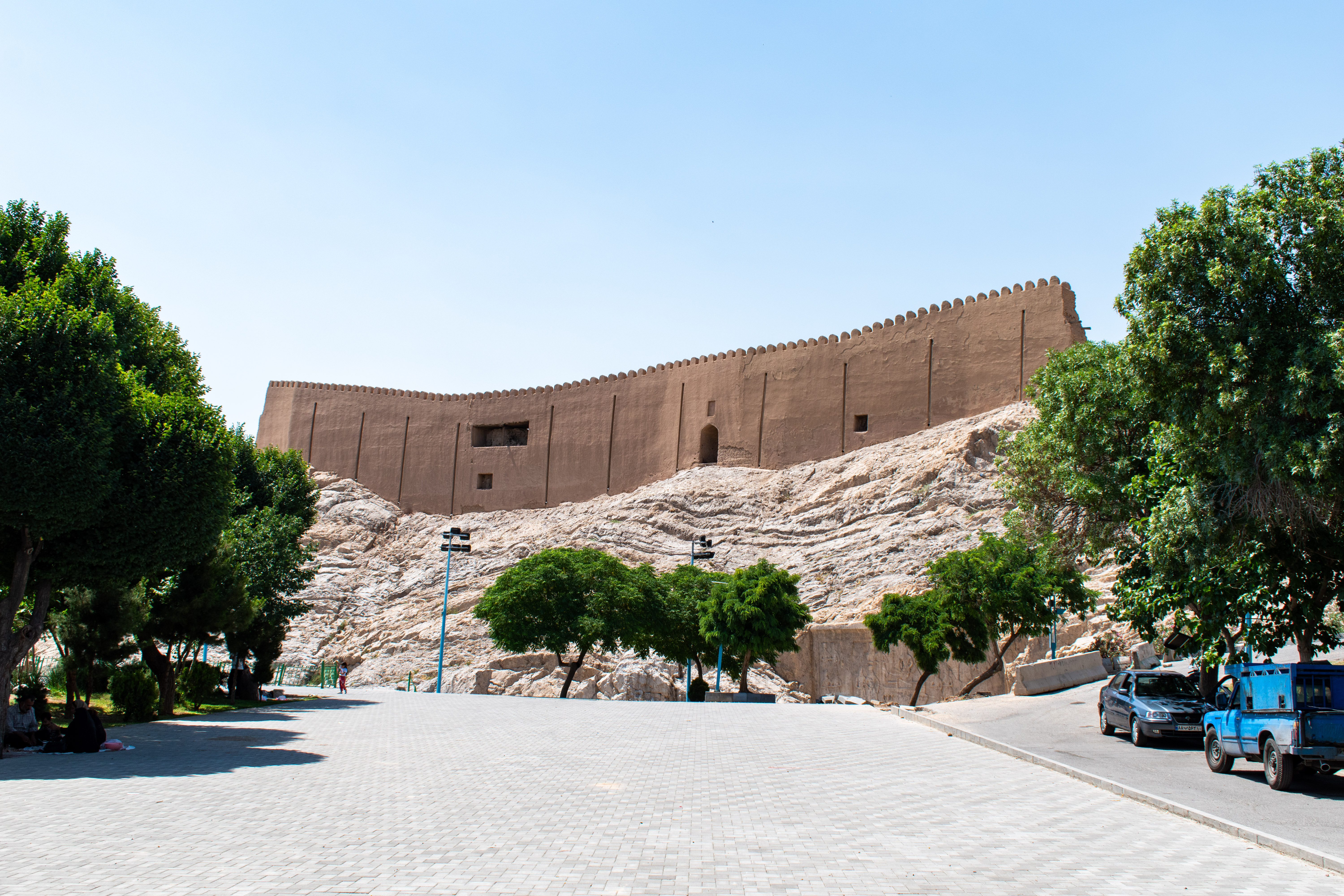
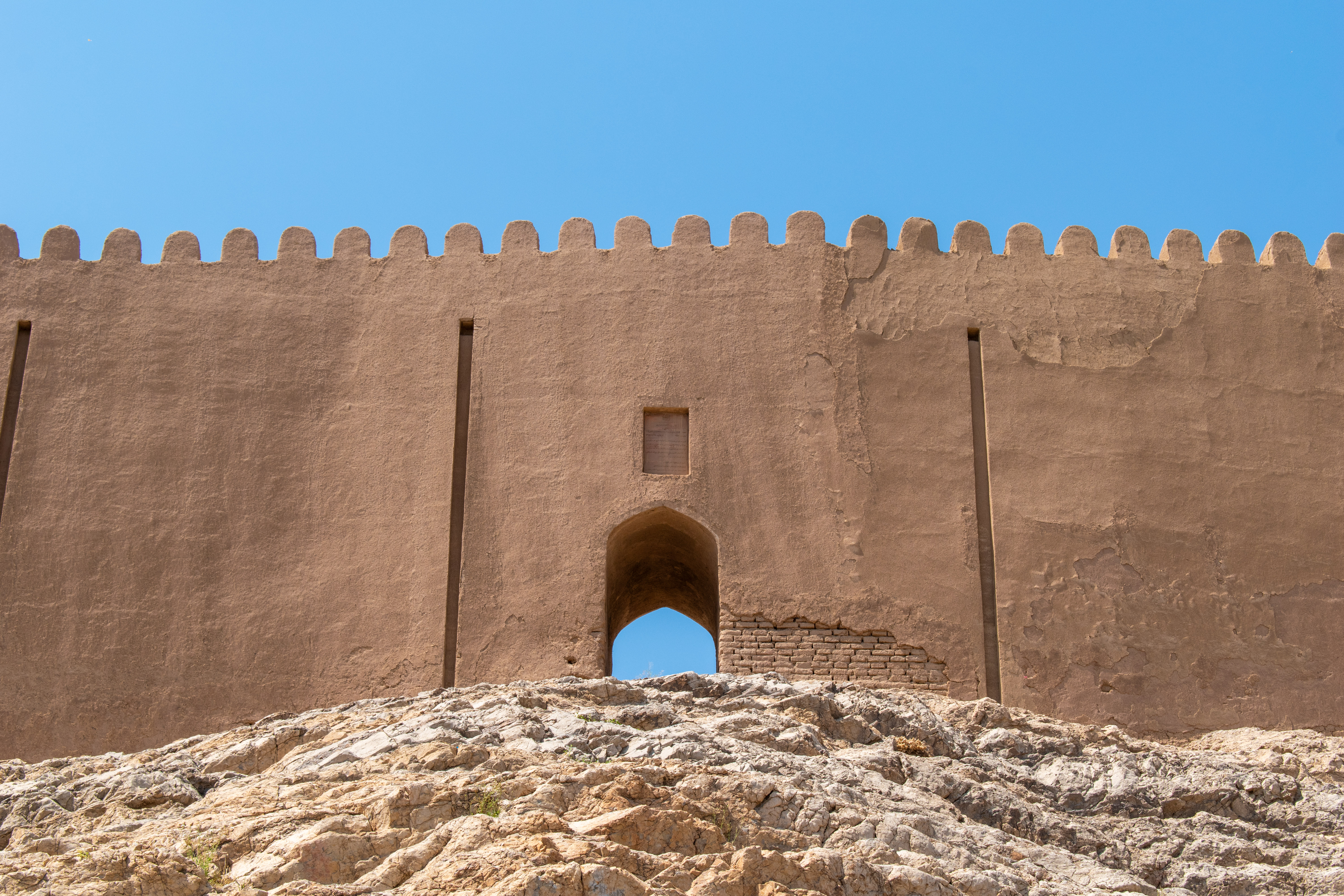
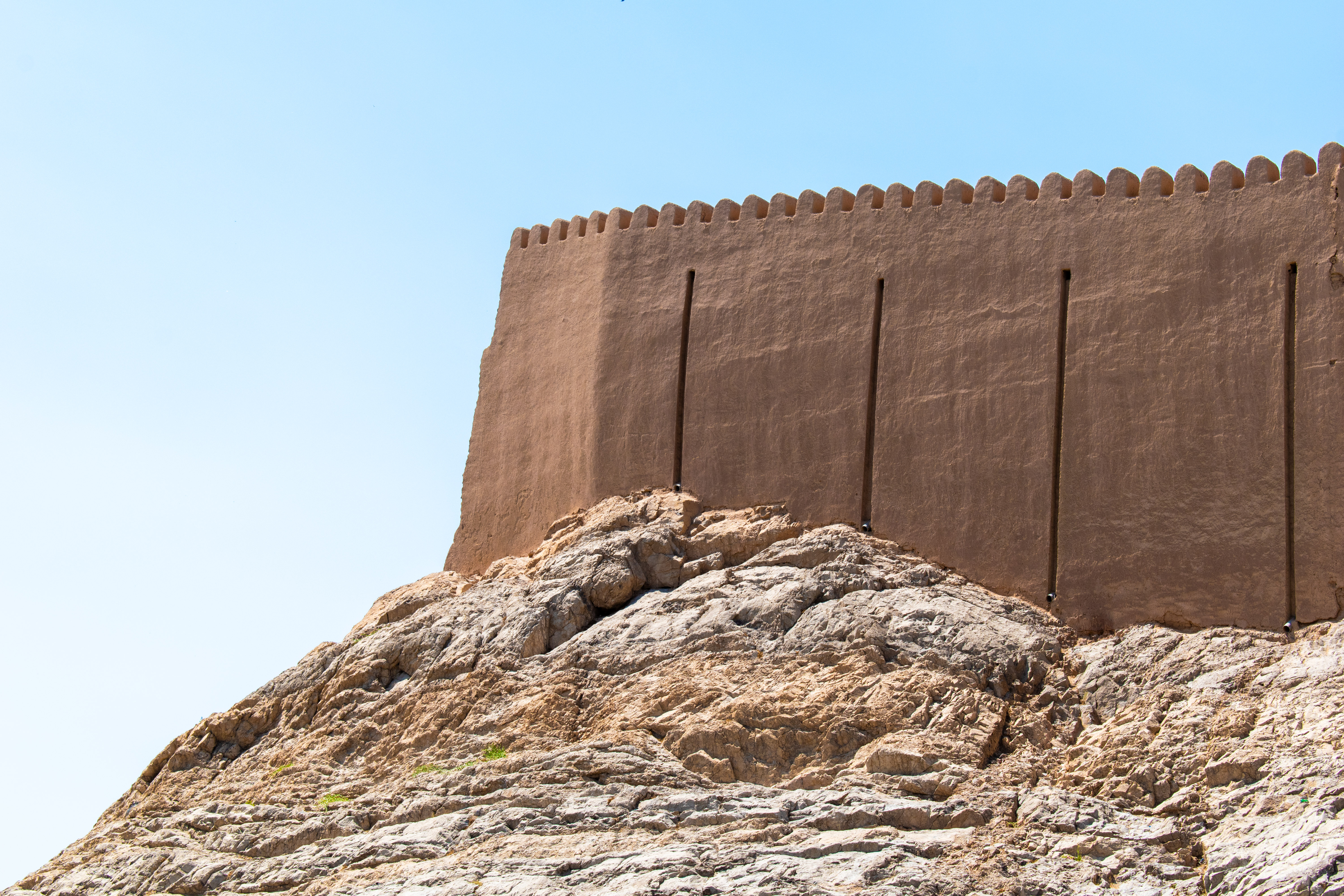
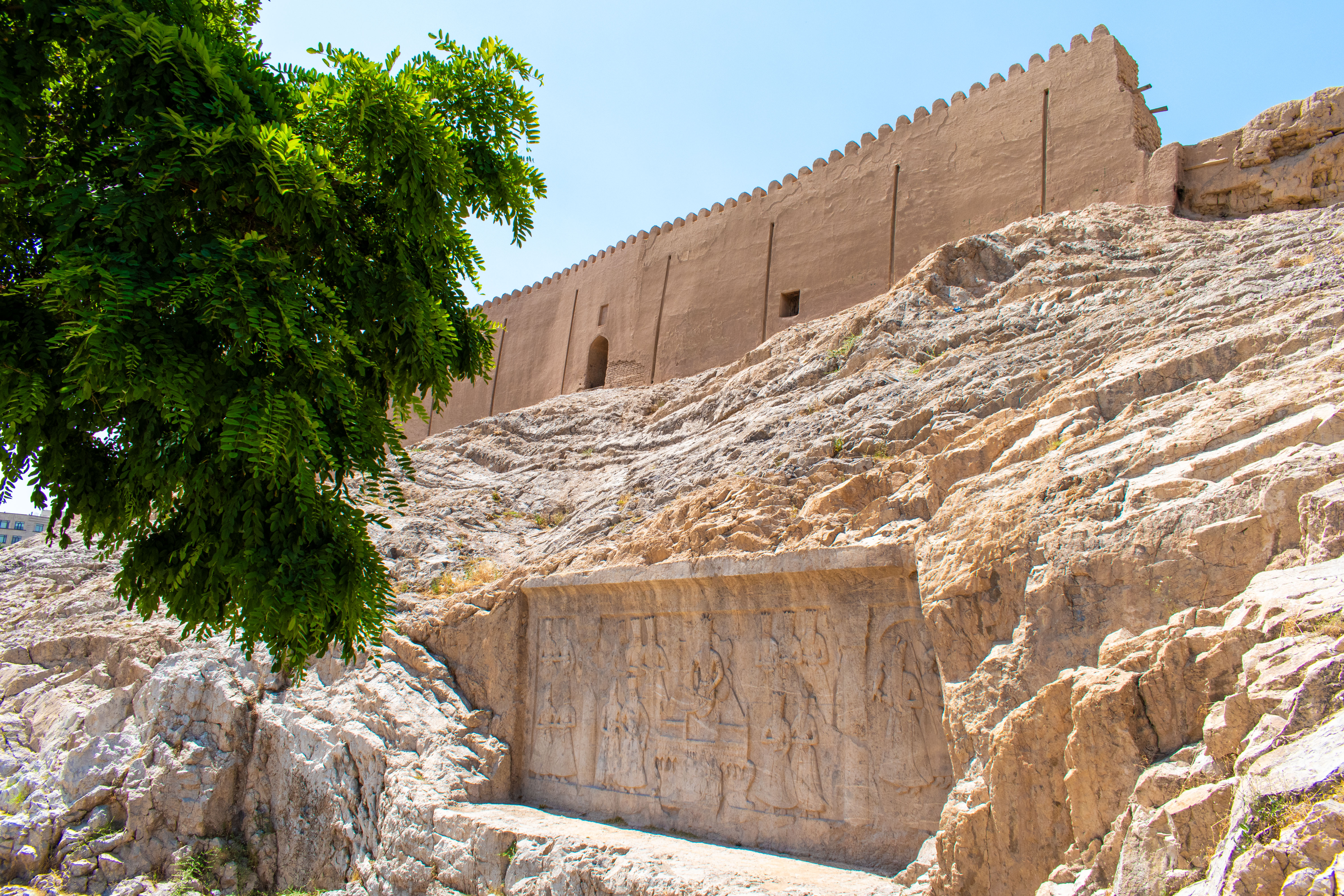
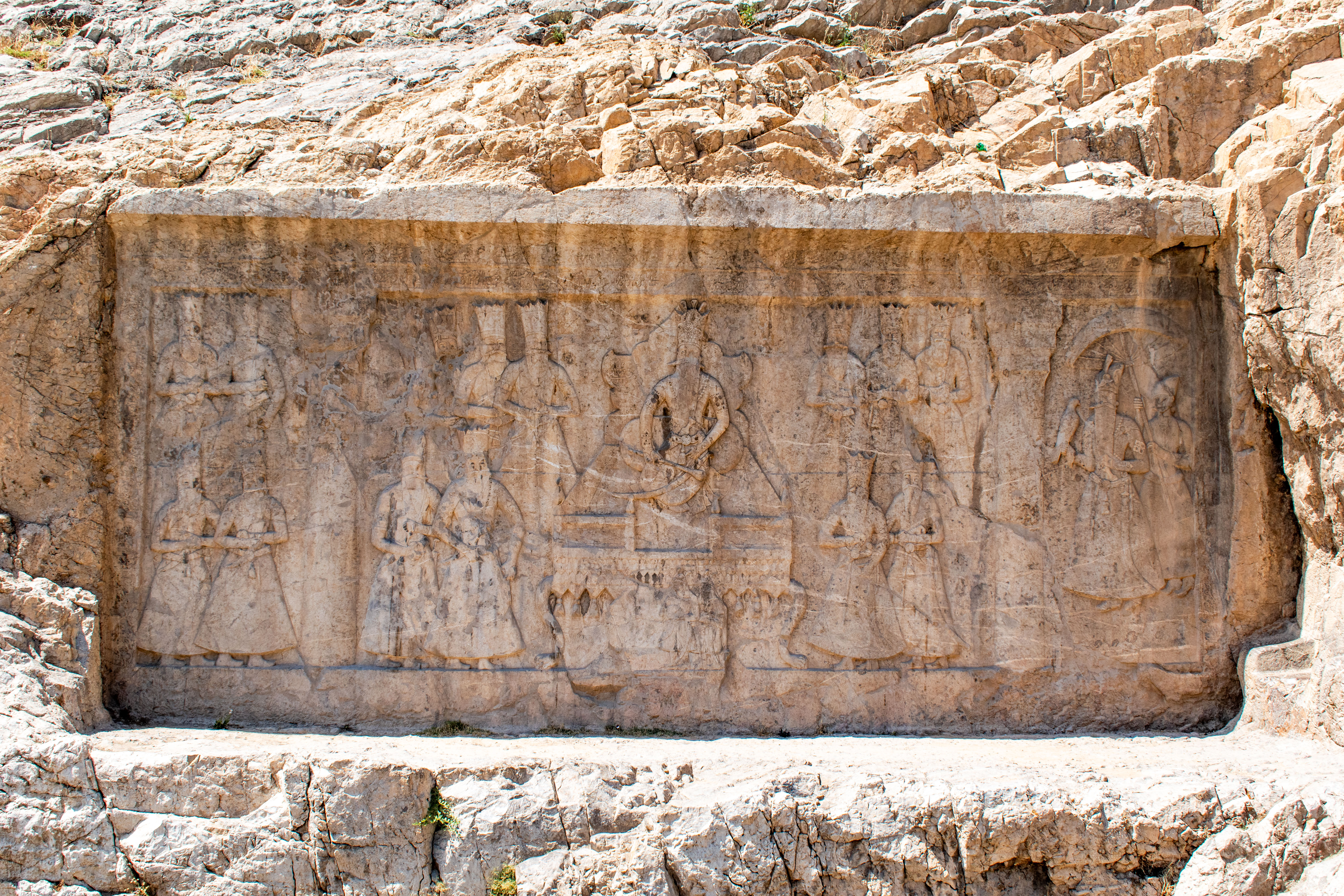
Les inscriptions de Fath Ali Chah Qadjar au bas du château.